# Kjetil Byfuglien
Kjetil Byfuglien (Oslo, 23 maggio 1977) è un calciatore norvegese, difensore del Jevnaker.

## Carriera

### Club
Dopo aver giocato nello Asker, Byfuglien passò al Kongsvinger. Debuttò in squadra, nella 2. divisjon, il 22 aprile: giocò infatti nella sconfitta per 4-1 in casa del Lyn 2. Il 1º giugno dello stesso anno, segnò una doppietta ai danni dello Ullensaker/Kisa, contribuendo al successo per 4-0 della sua squadra. Nel 2003, il Kongsvinger raggiunse la promozione in 1. divisjon.
Nel 2007, Byfuglien passò allo Hønefoss. Il 9 aprile esordì in squadra, nel pareggio per 0-0 contro il Bodø/Glimt. Il 18 ottobre 2009, segnò la prima rete in campionato con questa maglia: fu autore di un gol nel 6-0 con cui il suo club superò lo Skeid. Alla fine di quella stagione, lo Hønefoss centrò la promozione nella Tippeligaen.
Il 14 marzo 2010 giocò allora il primo incontro nella massima divisione norvegese. Fu infatti titolare nella sconfitta per 2-0 in casa del Tromsø. Il 7 luglio segnò la prima rete in questo campionato, nella sconfitta per 5-1 contro l'Odd Grenland. A fine anno, la squadra retrocesse, ma Byfuglien rimase in squadra, svincolandosi soltanto alla fine della stagione.
Il 7 gennaio 2012 fu reso noto il suo passaggio allo Jevnaker, a cui si legò con un contratto dalla durata biennale.